# Municipio de Homer (condado de Calhoun)
El municipio de Homer (en inglés: Homer Township) es un municipio ubicado en el condado de Calhoun en el estado estadounidense de Míchigan. En el año 2010 tenía una población de 3015 habitantes y una densidad poblacional de 32,18 personas por km².

## Geografía
El municipio de Homer se encuentra ubicado en las coordenadas 42°7′3″N 84°46′33″O / 42.11750, -84.77583. Según la Oficina del Censo de los Estados Unidos, el municipio tiene una superficie total de 93.7 km², de la cual 92,35 km² corresponden a tierra firme y (1,43 %) 1,34 km² es agua.

## Demografía
Según el censo de 2010, había 3015 personas residiendo en el municipio de Homer. La densidad de población era de 32,18 hab./km². De los 3015 habitantes, el municipio de Homer estaba compuesto por el 97,61 % blancos, el 0,36 % eran afroamericanos, el 0,4 % eran amerindios, el 0,23 % eran asiáticos, el 0,43 % eran de otras razas y el 0,96 % eran de una mezcla de razas. Del total de la población el 2,55 % eran hispanos o latinos de cualquier raza.